# قائمة مراكز التسوق في الكويت
هذه قائمة مجمعات ومراكز التسوق في الكويت مرتبة على حسب المحافظات 

## مدينة الكويت
1. سوق المباركية (سوق شعبي)
2. برج الحمراء
3. سوق شرق
4. مجمع الصالحية التجاري
5. مركز الراية التجاري
6. مجمع دار العوضي
7. غوالي سنتر
8. برج أوتاد
9. مجمع الأوقاف
10. سنتر بوينت
11. مجمع المثنى
12. مجمع الخليجية
13. مركز ديسكفري
14. برج سنابل
15. مول العاصمة
16. برج جاسم

## محافظة حولي

### منطقة السالمية
1. مارينا مول
2. الفنار
3. أولمبيا مول
4. مجمع البستان
5. مجمع الثريا
6. سنترال بلازا
7. غاليريا 2000
8. ليلي جاليري
9. مجمع تالا
10. مجمع مريم التجاري
11. مجمع زهرة
12. مجمع شاهه
13. أمنية سنتر
14. مجمع فاشن واي
15. مجمع ذا كيوب
16. سيتي سنتر
17. مركز سلطان
18. سوق السالمية
19. السلام مول

### منطقة حولي
1. المهلب مول
2. مجمع الرحاب
3. مجمع العثمان
4. البحر سنتر
5. بلازا
6. مجمع الأيوب
7. مجمع بيروت
8. مجمع النقرة الشمالي
9. مجمع النقرة الجنوبي
10. مول الأندلس

### منطقة الزهراء
1. 360 مول

### منطقة الجابرية
1. الجابرية مول
2. مجمع اسرار التجاري

## محافظة الفروانية

### منطقة الفروانية
1. الحمراء مول
2. مجمع مبارك الصيفي
3. العربيد بلازا
4. مجمع مناور
5. مجمع الدبوس
6. مجمع مترو
7. مركز مغاتير التجاري

### منطقة الري
1. الأفنيوز

### منطقة خيطان
1. مركز أوتاد خيطان

## محافظة الأحمدي

### منطقة الفحيحيل
1. مجمع الكوت واجهة الفحيحيل البحرية
2. مجمع المنشر (تم إغلاقه وسيتم إعادة بناؤه باسم مجمع خباري)
3. مجمع أجيال
4. سنتر بوينت
5. مجمع الدبوس
6. مجمع العنود
7. سوق الفحيحيل (شعبي)
8. يال مول

### منطقة العقيلة
1. البيرق مول
2. ذا قيت مول
3. سما مول
4. 89 مول
5. الليوان

### منطقة أبو حليفة
1. كويت ماجيك

## محافظة الجهراء

### منطقة الجهراء
1. منتجع سليل الجهراء
2. مركز أوتاد الجهراء
3. صحاري مول
4. الخيمة مول
5. مجمع المنار
6. مجمع العالمية
7. مجمع وارة الجهراء
8. مول الجهراء

## محافظة مبارك الكبير
1. منطقة أسواق القرين